# Mauira
Mauira is een geslacht van uitgestorven weekdieren uit de familie van de Volutidae.

## Soorten
- Mauira angusta (Suter, 1917) †
- Mauira biconica (Suter, 1917) †
- Mauira chesteri (Marwick, 1931) †
- Mauira huttoni (Suter, 1914) †
- Mauira maoriana (Suter, 1917) †
- Mauira oliveri (Marwick, 1926) †
- Mauira pseudorarispina (Suter, 1915) †
- Mauira waihaoensis (Laws, 1935) †
- Mauira washburnei (Marwick, 1931) †